# La Famille Moutonet

La Famille Moutonet est une série de bande dessinée scénarisée par René Goscinny et dessinée par Albert Uderzo en 1959.

## Historique
Goscinny est entré au Journal de Tintin en 1956 et Uderzo en 1957.
Ensemble, ils ont déjà créé pour le journal la série Poussin et Poussif. Pour vivre, ils doivent produire beaucoup de textes et de dessins : La Famille Moutonet fait partie de ces nombreux travaux alimentaires  que les auteurs fournissent à la commande.
Les histoires qui composent la série paraissent dans Tintin en avril et mai 1959, alors que Goscinny et Uderzo publient déjà Oumpah-Pah dans le même journal ; Pilote et Astérix sont lancés quelques mois plus tard. La Famille Moutonet, série dans laquelle le Dictionnaire Goscinny note qu'on ne décèle pas « le génie des deux auteurs », est abandonnée après deux courtes histoires.

## Synopsis
La série raconte les mésaventures du Commandant Moutonet, grand-père maladroit et victime des jeux de ses petits-enfants Totoche et Mimi.

## Épisodes
La série est composée de deux histoires différentes :
- La Famille Moutonet et le train.
- Le Dressage de Mangetout.

La première histoire se compose de vingt-trois cases, tandis que la dernière n'en comporte que vingt-et-une.

## Personnages
- Le Commandant grand-père maladroit et héros de l'histoire malgré lui.
- Totoche, son petit-fils espiègle.
- Mimi, sœur de Totoche et complice dans ses frasques.
- Mangetout, le chien de la famille que le grand-père tente vainement de dresser.
- La maman de Totoche et Mimi, non nommée dans l'histoire mais spectatrice des aventures de sa famille (le père de Totoche et Mimi est cité, mais n'apparaît pas dans les deux histoires publiées).

## Publications
- Journal de Tintin, 1959.
- Les Archives Goscinny, Tome I, Vents d'Ouest, 1998.

## Suite
La famille revivra quelques années plus tard dans La Famille Cokalane, sous des traits et des noms différents, mais avec la même trame. Cette seconde naissance aura lieu en 1961 dans la version française du Journal de Tintin uniquement, et sponsorisée par la lotion Pétrole Hahn.

## Sources
- Les Archives Goscinny, Tome I, Vents d'Ouest, 1998.
- Aymer Chatenet (dir.), Olivier Andrieu et al., Le dictionnaire Goscinny, France, JC Lattès, 2003, 1247 p. (ISBN 978-2-7096-2313-1, OCLC 54965020).